# HD218003
HD218003 — хімічно пекулярна зоря спектрального класу A3, що має видиму зоряну величину в смузі V приблизно  6,9.
Вона  розташована на відстані близько 335,6 світлових років від Сонця.